# Hiroshi Kūdo
Hiroshi Kūdo (japanisch 工藤 博 Kūdo Hiroshi; * 3. Januar 1974 in Hirosaki, Präfektur Aomori) ist ein ehemaliger japanischer Skilangläufer.

## Werdegang
Kūdo trat international erstmals bei der Winter-Universiade 1995 in Candanchú in Erscheinung. Dort belegte er den 41. Platz über 30 km Freistil und den 38. Rang über 15 km klassisch. Bei den nordischen Skiweltmeisterschaften 2001 in Lahti kam er auf den 46. Platz über 15 km klassisch, auf den 43. Rang über 50 km Freistil und auf den 42. Platz über 30 km klassisch. Zudem errang er dort, zusammen mit Hiroyuki Imai, Katsuhito Ebisawa und Mitsuo Horigome, den 12. Platz in der Staffel. Im folgenden Jahr lief er bei den Olympischen Winterspielen in Salt Lake City auf den 41. Platz über 50 km klassisch und auf den 38. Rang über 15 km klassisch. Zudem nahm er von 1998 bis 2003 am Continental-Cup teil und holte dabei zwei Siege.

## Siege bei Continental-Cup-Rennen
| Nr. | Datum            | Ort     | Disziplin       | Serie           |
| --- | ---------------- | ------- | --------------- | --------------- |
| 1.  | 14. Februar 1999 | Hakuba  | 10 km klassisch | Continental-Cup |
| 2.  | 9. März 2001     | Sapporo | 15 km Freistil  | Continental-Cup |